# Vor Frue
Vor Frue – miasto w Danii, w regionie Zelandia, w gminie Roskilde.